# 高飛聲
高飛聲（17世紀—1645年），字克正，福建福州府長樂縣十九都流水人，明朝、南明政治人物。

## 生平
高飛聲個性好學嚴毅，戊辰恩貢，崇禎六年（1633年）舉順天府鄉試，授玉山知縣，親自搗平長時間據險的大盜，改任廣信同知，因為母親年勞而乞養辭官。黃道周督師招募兵馬，邀請他同行，令他代理撫州同知事務，隆武元年（1645年）八月，清兵逼近，他無法支撐，就派家人懷印出走福京，自己以身守城而死，南明朝廷得知後追贈僉事，到乾隆四十一年（1776年）清朝追諡節愍。

## 引用
1. 1 2  錢海岳《南明史·卷一百四·列傳第八十》：高飛聲，字克正，天興長樂人。崇禎六年舉於鄉，授玉山知縣。有巨寇據險久，莫能制，躬搗其巢平之。遷廣信同知，乞養歸。黃道周以督師募兵，邀之與偕，令攝撫州事。隆武元年八月，清兵逼，度力不支，乃遣家人懷印走福京，而以身守城。死事聞，贈僉事。
2. ↑  民國《長樂縣志·卷二十六·列傳六》：高飛聲，字克正，十九都流水人，好學性嚴毅，崇禎癸酉舉人。知江西玉山縣，有巨寇據險久，莫能制，飛聲躬搗其巢平之。尋擢撫州同知，以母老歸，後因明亡死之。清乾隆四十一年予諡節愍。 乾隆賀志